# Roland/Saison 2025
Dieser Artikel beschreibt die Mannschaft und die Siege des Radsportteams Roland in der Saison 2025.

## Mannschaft
| Teamkader 2025          | Teamkader 2025     | Teamkader 2025 | Teamkader 2025                   |
| Name                    | Geburtsdatum       | Land           | Vorheriges Team                  |
| ----------------------- | ------------------ | -------------- | -------------------------------- |
| Antri Christoforou      | 2. April 1992      | Zypern         | Human Powered Health (2023)      |
| Morgane Coston          | 28. Dezember 1990  | Frankreich     | Cofidis (2024)                   |
| Tamara Dronowa          | 13. August 1993    | Russland       |                                  |
| Giulia Giuliani         | 5. Juli 2002       | Italien        | A.S.D. K2 Women Team (2024)      |
| Mia Griffin             | 30. Dezember 1998  | Irland         | DAS-Hutchinson-Brother UK (2024) |
| Elena Pirrone           | 21. Februar 1999   | Italien        | Valcar-Travel & Service (2022)   |
| Vittoria Ruffilli       | 3. April 2002      | Italien        | A.S.D. K2 Women Team (2024)      |
| Kaja Rysz               | 10. April 1999     | Polen          | Lifeplus Wahoo (2024)            |
| Petra Stiasny           | 10. September 2001 | Schweiz        | Fenix-Deceuninck (2024)          |
| Sylvie Swinkels         | 31. Juli 2000      | Niederlande    | Coop-Hitec Products (2023)       |
| Giorgia Vettorello      | 6. Juli 2000       | Italien        | Bepink (2023)                    |
|                         |                    |                |                                  |
| Quelle: ProCyclingStats |                    |                |                                  |

## Siege
| Siege | Siege  | Siege | Siege  | Siege  | Siege |
| Datum | Rennen | Staat | Klasse | Sieger |       |
| ----- | ------ | ----- | ------ | ------ | ----- |

## UCI-Weltranglisten-Platzierungen
| UCI-Ranking | UCI-Ranking | UCI-Ranking | UCI-Ranking |
| Fahrer      | Fahrer      | Land        | Punkte      |
| ----------- | ----------- | ----------- | ----------- |